# Cromato di sodio
Il cromato di sodio è il sale di sodio dell'acido cromico, di formula Na2CrO4.
A temperatura ambiente si presenta come un solido giallo inodore. È un composto cancerogeno, allergenico, pericoloso per l'ambiente.
Generalmente cristallizza come tetraidrato pertanto la sua formula è Na2CrO4 · 4H2O.